# Kitfox Games
Kitfox Games é um estúdio de jogos eletrônicos indie com sede em Montreal no Canadá. Foi cofundada por Tanya X. Short, Jongwoo Kim, Xin Ran Liu, e Mike Ditchburn em junho de 2013.

## História
De acordo com Short, os fundadores nunca trabalharam juntos antes e se conheceram como semi-conhecidos em um encontro local de desenvolvedores independentes em Montreal. Após formarem um estúdio, a equipe participou de uma game jam, na qual eles criaram e enviaram Sculptorgeist, que se tornou um finalista vencedor. A Kitfox Games começou o desenvolvimento de seu primeiro jogo, Shattered Planet, um jogo de labirinto de morte procedural. Shattered Planet foi lançado para iOS e posteriormente Android, Microsoft Windows, e MacOS em 2014.
Em março de 2019, a Kitfox Games fez uma parceria com a Bay 12 Games para ser a publicadora da versão da Steam e itch.io de Dwarf Fortress. De acordo com uma postagem de perguntas frequentes, a Kitfox Games gerenciaria seu relacionamento com a Steam e os contratantes, enquanto o cocriador da Bay 12 Games, Tarn Adams, cuidaria da parte técnica do jogo.
Em 2024, seu site listou 14 desenvolvedores, 12 funcionários e dois dos cofundadores originais - Tanya X. Short e Xin Ran Liu.

## Jogos publicados
| Ano  | Título                            | Desenvolvedor(es) |
| ---- | --------------------------------- | ----------------- |
| 2014 | Shattered Planet                  | Kitfox Games      |
| 2016 | Moon Hunters                      | Kitfox Games      |
| 2017 | The Shrouded Isle                 | Kitfox Games      |
| 2018 | BadCupid                          | Kitfox Games      |
| 2019 | Fit for a King                    | Kitfox Games      |
| 2019 | Six Ages: Ride Like the Wind      | A Sharp           |
| 2020 | Lucifer Within Us                 | Kitfox Games      |
| 2020 | Ostranauts (acesso antecipado)    | Blue Bottle Games |
| 2021 | Boyfriend Dungeon                 | Kitfox Games      |
| 2022 | Pupperazzi                        | Sundae Month      |
| 2022 | Dwarf Fortress                    | Bay 12 Games      |
| 2023 | Six Ages 2: Lights Going Out      | A Sharp           |
| 2024 | Caves of Qud                      | Freehold Games    |
| TBA  | Loose Leaf: A Tea Witch Simulator | Kitfox Games      |
| TBA  | Streets of Fortuna                | Kitfox Games      |